# Flatbush Avenue-Brooklyn College
Flatbush Avenue-Brooklyn College è una fermata della metropolitana di New York, capolinea sud della linea IRT Nostrand Avenue. Nel 2019 è stata utilizzata da 5 684 108 passeggeri. È servita dalla linea 2 sempre e dalla linea 5 durante i giorni feriali esclusa la notte.

## Storia
La stazione fu aperta il 23 agosto 1920. Venne ristrutturata nel 1993.

## Strutture e impianti
La stazione è posta al di sotto di Nostrand Avenue, ha due binari e due banchine laterali, collegate tra di loro all'estremità sud. È dotata di sette uscite, sei all'incrocio con Flatbush Avenue e una su Avenue H. Un ascensore nell'angolo sud-est dell'incrocio con Flatbush Avenue rende la stazione accessibile alle persone con disabilità motoria.

## Interscambi
La stazione è servita da alcune autolinee gestite da NYCT Bus e MTA Bus.
- Fermata autobus